# Amiga Original Chip Set
Az Amiga számítógépek első generációs chipsete az OCS, mely az első Amigákat, az Amiga 1000-et, az Amiga 500-at és a Commodore CDTV-t, illetve az Amiga 2000 korai, A és B revíziójú modelljeit jellemezte. Amikor az OCS, majd az azt követő ECS chipsetről beszélünk, akkor a lényegében bizonyos fő "custom" chipek összességét értjük alatta, ezek: Paula, Agnus, Denise. A Blitter és a Copper az Agnus chip részkomponensei. Ezek az egyedi tervezésú és célú chipek adják – többek között – az Amigák grafikus és hangzásbeli, azaz multimédiás képességeit.
A chipset forradalmi jellegét az adta, hogy minden chip egymástól és a CPU-tól is függetlenül működött és volt programozható. Ezek a kvázi társprocesszorok zenét játszottak le, a képernyőt módosították, míg a CPU eközben szabadon végezhetett más szükséges feladatokat. Ez azt is jelenti, hogy ebben az architektúrában a CPU-nak nem kellett olyan gyorsnak lennie, mint a versenytársak rendszereiben, ahol az Amiga custom chipjeinek feladatait is a CPU-nak kellett elvégeznie. Ez a markáns különbség egészen az Intel MMX technológiájának megjelenéséig meg is maradt.
A chipek alapjáuk szolgáló NMOS logika és 5 µm-es félvezetőtechnológia már a Commodore rendelkezésére állt a Commodore Semiconductor Group (CSG) chiptervező csapata révén, mely korábban, független integrált áramkör-gyártóként a MOS Technology (MOS) nevet viselte. Mindegyik custom chip először 48-tűs DIP-tokozással készült, majd – elsőként – a 8370-es Agnus chip esetén váltottak a 84-tűs PLCC-tokozásra.
Számos hasonlóság van az OCS chipset és a jóval korábbi és egyszerűbb 8-bites Atari chipsetje (és chipjei, azaz az ANTIC, GTIA és a POKEY) között, mivel mindkettő alapkoncepcióját Jay Miner dolgozta ki. Az OCS chipsetes Amigákat, mint pl. az A500-at könnyű ECS-re bővíteni, hiszen csak a chipseteket alkotó három chipet kell foglalataikban kicserélni.

## Agnus

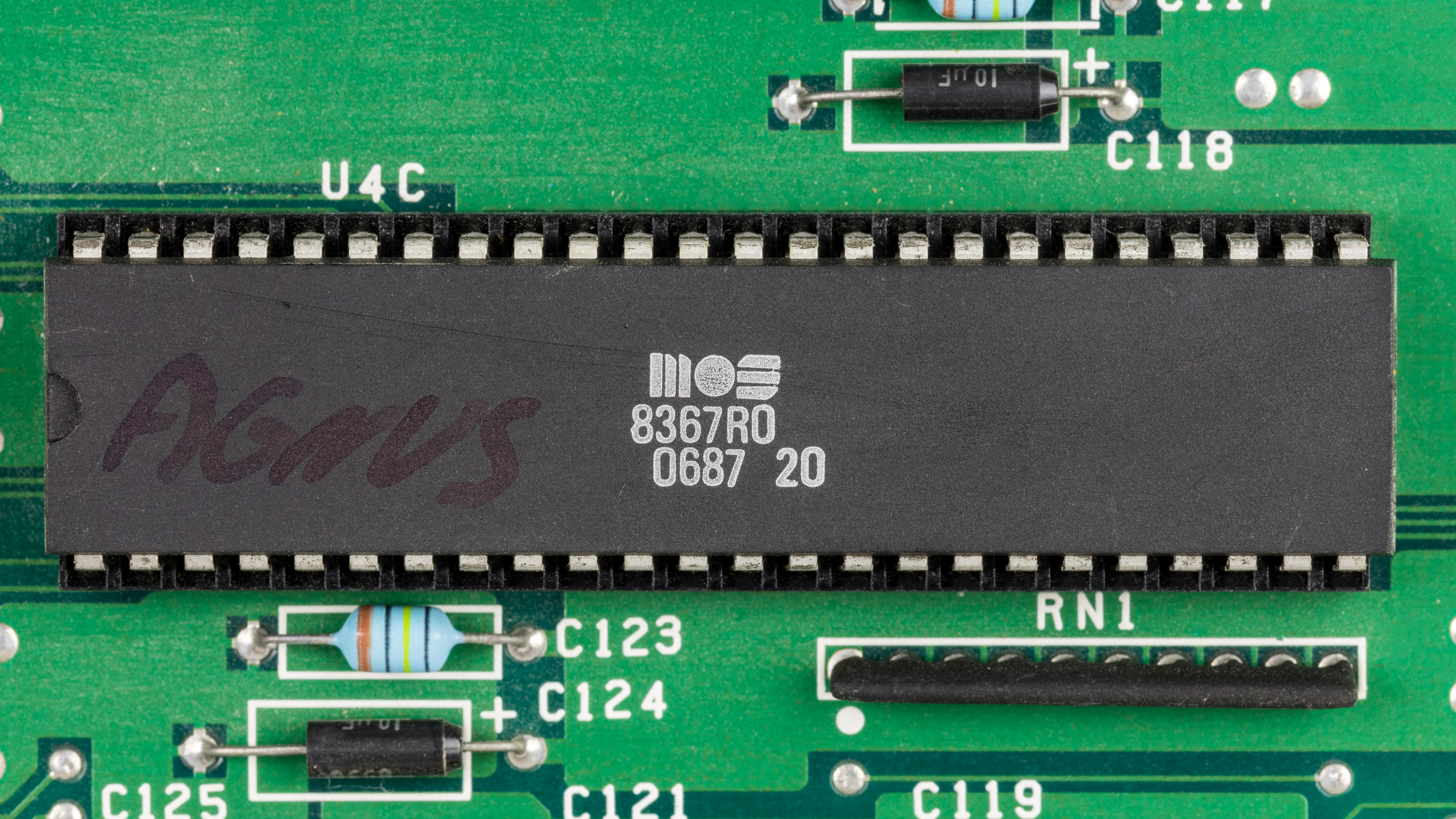
MOS 8367R0 Agnus

Központi chip, mely egy bonyolult prioritásos rendszer alapján vezérli az összes Chip RAM hozzáférést, úgy CPU, mind a többi custom chip részéről. Két nagyon fontos részegysége van: a Blitter és a Copper, melyből az első nagy memóriahalmazok gyors mozgatását végzi CPU beavatkozás nélkül, a második pedig egy videójel-szinkronizált társprocesszor. Az eredeti Agnus csak 512 KB Chip RAM-ot tudott címezni, majd ehhez jött 512 KB ál-Fast RAM (Fat Agnus), később 1 (Fatter Agnus), illetve még később (Super Agnus) 2 MB.

## Denise

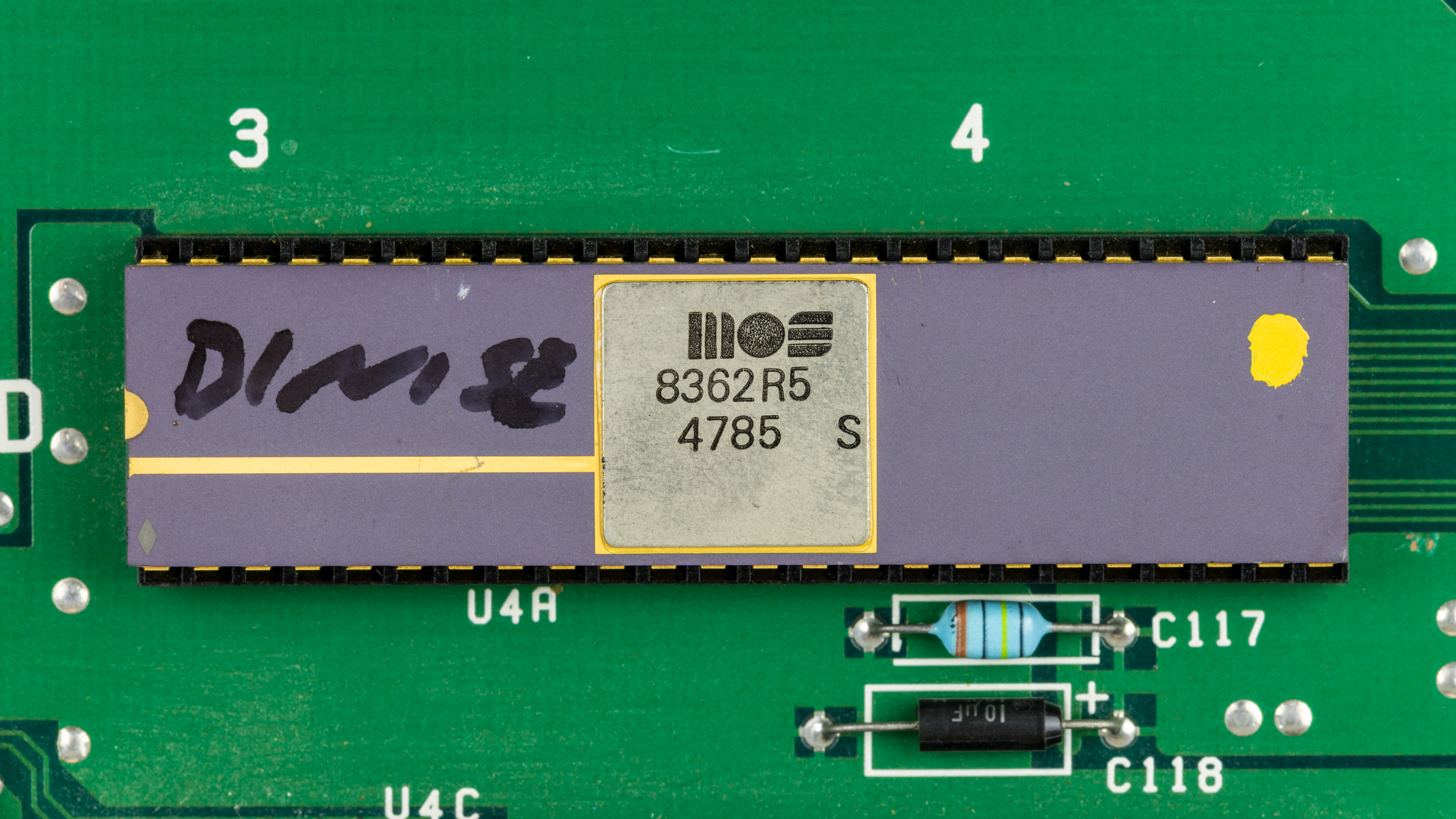
MOS 8362R5 – Denise

A Denise chip a fő videó társprocesszor, mely túlpásztázás (overscan) nélkül 320, illetve 640 pixel széles, valamint 200 (NTSC), illetve 256 (PAL) pixel magas képernyőfelbontások megjelenítésére alkalmas. Támogatja a váltottsoros (interlaced) megjelenítést, mely megduplázza a függőleges felbontást, de a kor tipikus monitorain vibrálást, ún. „flicker” hatást eredményez. Planár bitmap grafikával dolgozik, mely a memóriát különböző részterületekre (bitplane-ekre) osztja. A Denise alapesetben 1-5 bitplane-t engedélyez 2-32 képernyőszínben. A színek egy 4096-elemű színpalettáról (4 bit RGB komponensenként) választhatók. A 6. bitplane a két speciális képernyőmódnak van fenntartva, ezek a Halfbrite és a HAM. A Denise támogatja 8 sprite egyidejű, pixelenkénti szkrollozását (görgetését), valamint a „dual-playfield” (két játékmezős) módot. A chip ezen túlmenően kezeli az egér és a digitális joystick bemeneti portokat is.

## Paula

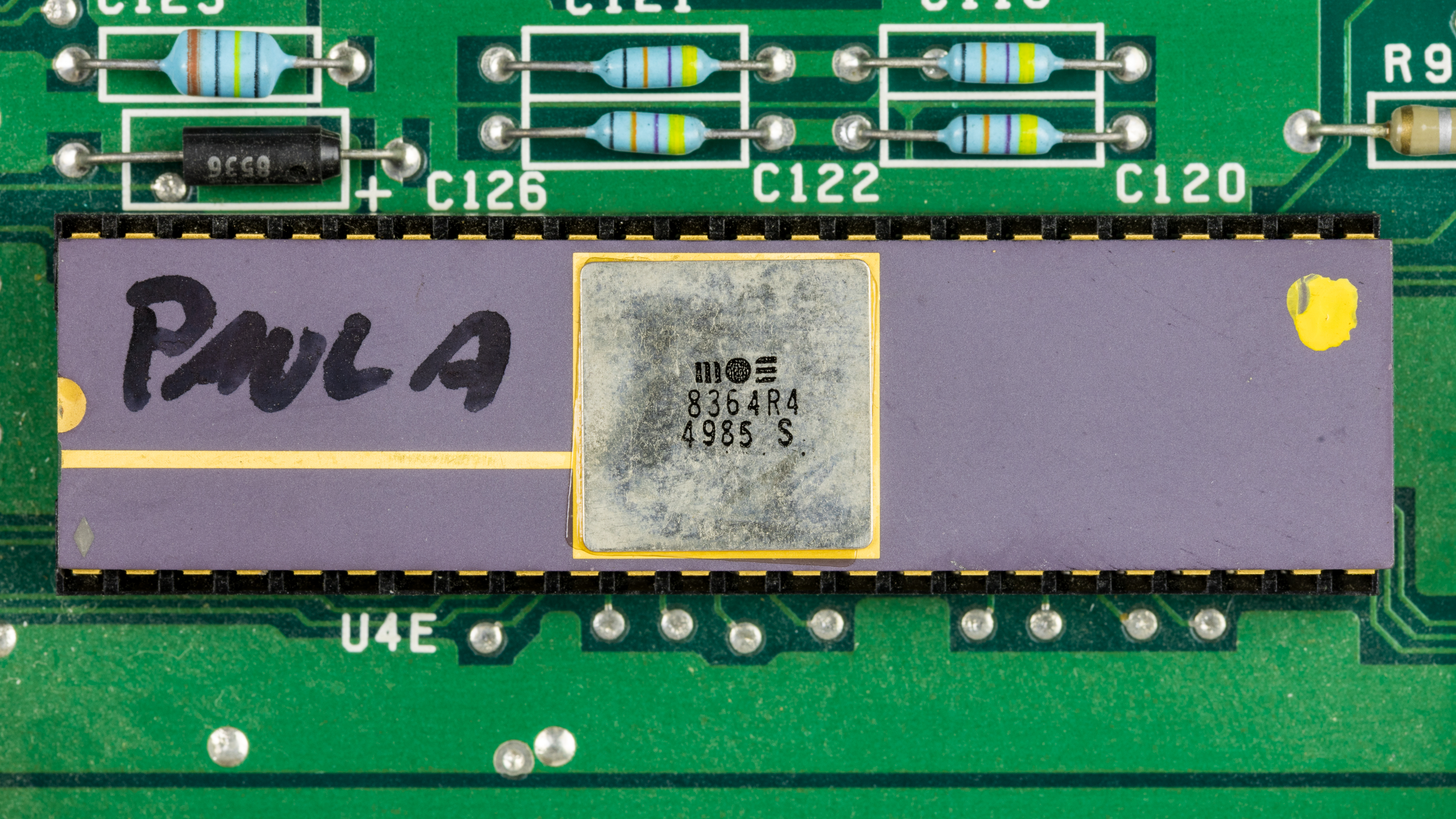
MOS 8364R4 Paula

A főként a hangrendszert vezérlő Paula chip 4 független hardveresen kevert 8-bites PCM hangcsatornával rendelkezik, melyek mindegyike 65 hangszintet (kikapcsolt hangtól a maximum hangerőig) támogat és durván 20 Hz-től 22 kHz-ig terjedő mintavételezési frekvenciájú hanghullám kiadását a kimenetekre. A Paula kezeli ezen túlmenően a megszakításokat (interrupt) és a különféle I/O interfészeket, mint például a floppy meghajtót és a soros portot.

## Etimológia
Az Agnus chip neve az "Address GeNerator UnitS"-ból, a Denise név – némi összevonással – a "Display ENabler"-ből ered. A Paula szintén összevonása a "Ports, Audio, UART and Logic"-nak, mely egészen véletlenül a chiptervező akkori barátnőjének a neve is egyben.

## Fordítás
- Ez a szócikk részben vagy egészben  az   Amiga Original Chip Set című angol Wikipédia-szócikk fordításán alapul.  Az eredeti cikk szerkesztőit annak laptörténete sorolja fel. Ez a jelzés csupán a megfogalmazás eredetét és a szerzői jogokat jelzi, nem szolgál a cikkben szereplő információk forrásmegjelöléseként.